# Лебедь (притока Бії)
Лебедь — річка у Росії, права притока Бії, тече в Республіці Алтай.

## Фізіографія
Лебедь бере початок на висоті приблизно 1200 м над рівнем моря на західному схилі Абаканського хребта під горою Великий Аталик (1900 м) на крайньому сході Турочацького району Республіки Алтай, на кордоні з Хакасією. За 20 км на північний схід від цього місця знаходиться витік річки Мрас-Су (притоки Тому); за 5 км на південний схід за Абаканським хребтом протікає річка Великий Абакан (басейн Єнісею).
Від витоку Лебедь тече по гірській долині на північ, але приблизно через 25 км різко звертає на захід. Загальний західний напрямок річка утримує протягом решти свого курсу, хоча подекуди сильно петляє між невисоких гір Північного Алтаю. Лебедь впадає в Бію в селі Усть-Лебедь на висоті 297 м над рівнем моря; незадовго до цього річка обминає зі сходу районний центр Турочак. У гирлі річка має 140 м завширшки і глибину до 2 м; швидкість плину 0,4 м/с.
Найбільші притоки: Садра і Байгол — ліві, Каурчак, Атла, Оо, Тюлел, Сія — праві.

## Гідрологія
Довжина річки 110 км, площа басейну 4 500 км². Середньорічний стік, виміряний за 4 км від гирла біля села Усть-Лебедь у 1936–1983 роках, становить 96 м³/с. Багаторічний мінімум стоку спостерігається у лютому (5,8 м³/с), максимум — у травні (380 м³/с). За період спостережень абсолютний мінімум місячного стоку (2,16 м³/с) спостерігався в лютому 1968 року, абсолютний максимум (885 м³/с) — у травні 1937.

## Інфраструктура
Басейн Лебедя лежить повністю в межах Турочацького району Республіки Алтай. Долина річки населена дуже рідко: в верхів’ях при злитті з правою притокою Каурчаком існує село Майськ; в середній течії — мале село Суранаш; біля гирла розташовані райцентр Турочак і села Лебедське й Усть-Лебедь. Райцентр Турочак з населенням 5,5 тис. жителів — найбільше поселення на річці.
Біля гирла річку перетинає автомобільний міст на регіональній автодорозі Бійськ — Турочак — Артибаш, яка з’єднує Бійськ з Телецьким озером. Удовж річки існують тільки невпоряджені ґрунтові дороги низької якості.